# Johannes von Welczeck

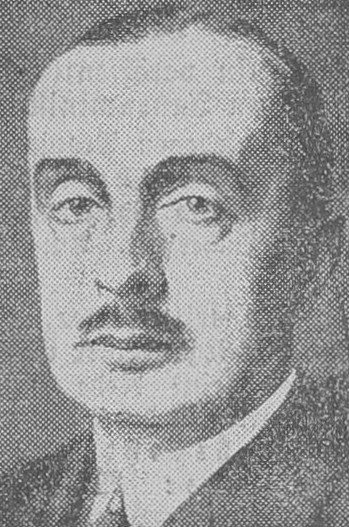
Johannes von Welczek, um 1936

Johannes Bernhard Graf von Welczeck sen.  (* 2. September 1878 in  Laband; † 11. Oktober 1972 in Marbella) war ein deutscher Diplomat. 

## Familie
Er entstammte dem Uradelsgeschlecht Welczeck und war der Sohn von Gräfin Louise von Hatzfeldt-Trachenberg und Graf Bernhard von Welczeck. Er heiratete am 20. November 1910 in Santiago de Chile Luisa Balmaceda y Fontecilla (1886–1973), eine Nichte von José Manuel Balmaceda. Seine Kinder waren:
- Johannes Graf von Welczeck jun. (* 1. Oktober 1911 in Santiago de Chile; † 4. April 1969 in Caracas) ⚭ Sigrid von Laffert (1916–2002). Johannes von Welczeck junior promovierte 1940 über das Thema Die Überwindung der Lehre von der Gewaltenteilung durch die Grundsätze der Führung und Volksgemeinschaft, war 1956 Bevollmächtigter der Bundesrepublik Deutschland in Chile[1], war vom 22. September bis zum 4. Oktober 1958 Vertreter der Bundesrepublik Deutschland bei der Generalkonferenz der IAEA in Wien[2] und war 1967 Chef des Protokolls im Auswärtigen Amt.
- Louise Freiin von Welczeck (* 20. August 1913 in Dresden; † 25. September 2000 in Rom) ⚭ Clément Aldobrandini, Principe di Meldola (1891–1967)
- Nicolas Graf von Welczeck (* 3. Juni 1916 in Laband; † 10. Januar 1937 ebenda)
- Inès Freiin von Welczeck (* 23. April 1919 in Berlin)

## Leben
Welczeck studierte an der  Rheinischen Friedrich-Wilhelms-Universität Bonn. 1897 wurde er Mitglied des Corps Borussia Bonn. Er trat 1904 in den Dienst des Auswärtigen Amtes ein. 1908 war er Legationssekretär bei Botschafter Hans von und zu Bodman in Santiago de Chile. Er machte Lobbyarbeit für Waffen aus dem Deutschen Reich. 1915 wurde er zum Legationsrat befördert und preußischer Geschäftsträger beim Königreich Sachsen in Dresden. 1919 wurde von Welczeck in den einstweiligen Ruhestand versetzt. Von 1923 bis 1926 war er Gesandter des Deutschen Reichs in Budapest. Vom 7. Dezember 1925 bis April 1936 war von Welczeck Botschafter in Madrid. Der Antritt des Botschafterpostens Ende 1925 fiel mit der Unterzeichnung eines Vertrages über die Lieferung einer Produktionsanlage für Torpedos für fünf Millionen Reichsmark zusammen, welche durch die Deutsche Bank, Filiale Banco Aleman Transatlantico finanziert wurde. Am 26. Januar 1926 unterzeichnete der baskische Werfteigner Horacio Echevarrieta (1870–1963) einen Zehnjahresvertrag mit der Marineleitung über Erstellung und Betrieb einer Fabrikationsanlage für Torpedos. Damit wurde das Waffenproduktionsverbot des Friedensvertrages von Versailles umgangen. Wilhelm Canaris informierte am 20. Mai 1926 Alfons XIII. und anschließend auch Johannes von Welczeck und den Konsul in Barcelona Ulrich von Hassell über den Vertrag. Vom 9. Mai bis 15. Juli 1932 vertrat von Welczeck das Deutsche Reich beim Völkerbund in Genf bei einer Abrüstungskonferenz.
Nach der Machtergreifung der Nationalsozialisten trat Welczeck am 1. Oktober 1934 in die Nationalsozialistische Deutsche Arbeiterpartei ein. Von 1936 bis 1939 war von Welczeck Botschafter in Paris. Von Juli 1938 bis zu seiner Ermordung im November 1938 war dort Ernst Eduard vom Rath als Legationssekretär beschäftigt. Anfang August 1940 wurde Welczeck in den Wartestand versetzt. Die Vertretung des Deutschen Reichs beim Vichy-Regime übernahm Otto Abetz. 1943 wurde Welczeck in den Ruhestand versetzt.